# Henri-Géry Hers
Henri-Géry Hers, auch Henri G. Hers zitiert, (* 23. Juli 1923 in Namur; † 14. Dezember 2008 in Ottignies-Louvain-la-Neuve) war ein belgischer Biochemiker, bekannt für seine Untersuchungen zum Glykogen-Stoffwechsel und dessen Erkrankungen.
Hers erwarb 1948 seinen medizinischen Doktorgrad. Danach wandte er sich unter Joseph P. Bouckaert und Christian de Duve (bekannt für die Erforschung von Zellorganellen wie den Lysosomen) der Forschung in Physiologie zu. 1957 wurde er Dozent (Agrégé) und 1967 Professor an der Katholischen Universität Löwen. 1988 emeritierte er.
Nach ihm ist eine Stoffwechselkrankheit benannt (Morbus Hers), verursacht durch Mangel einer in der Leber gebildeten Phosphorylase, eine Glykogenspeicherkrankheit, von denen er auch weitere erforschte wie Morbus Pompe. Ausgehend von diesen Untersuchungen führte er 1965 den Begriff der lysosomalen Speicherkrankheit ein.
1988 erhielt er den Wolf-Preis in Medizin. 1966 erhielt er den Francqui-Preis und 1975 den Gairdner Foundation International Award.
Er war seit 1952 mit Suzanne Sonnet verheiratet, mit der er sechs Kinder hatte.

## Schriften
- Hers Science, non-science et fausse science. Réflexion sur les chemins de la connaissance: essai, L´Harmattan, Paris 1998